# Meet Me on the Corner Down at Joe's Cafe
«Meet Me on the Corner Down at Joe's Cafe» es una canción interpretada por el cantautor británico Peter Noone, publicada en agosto de 1974 por el sello Casablanca Records como un sencillo sin álbum.

## Antecedentes
Noone alcanzó la fama como el vocalista principal de la banda británica de música beat Herman's Hermits. Después de que Herman's Hermits se disolviera en 1971, Noone grabó cuatro sencillos para el sello británico RAK Records, un sencillo para Philips del Reino Unido y Estados Unidos, y varios sencillos para el pequeño sello discográfico del Reino Unido, Bus Stop Records. Su primer sencillo de RAK, «Oh You Pretty Thing», alcanzó el puesto número 12 en la lista de sencillos del Reino Unido y el número 100 en Australia. Fue escrita por David Bowie, quien también tocó el piano en la canción. Entre sus canciones posteriores a «Pretty Thing» se encontraba «Meet Me on the Corner Down at Joe's Cafe», tema compuesto por Tony Macaulay y Barry Mason. El lado B del sencillo, «(Blame It) On the Pony Express», era una versión del éxito de Johnny Johnson and the Bandwagon de 1970.

## Lanzamiento
Casablanca Records lanzó «Meet Me on the Corner Down at Joe's Cafe» como un sencillo sin álbum, con el número de catálogo NEB 0017 y la canción «(Blame It) On the Pony Express» como lado B. La canción resultó ser más exitosa que su sencillo anterior, «(I Think I'm Over) Getting Over You», convirtiéndose en un éxito comercial en las listas de música contemporánea para adultos. La canción no apareció en un ningún álbum de estudio de Noone hasta el álbum recopilatorio de varios artistas Dynamite – Caution: Explosive Hits! La canción también se incluyó en el álbum recopilatorio de Herman's Hermits de 1991, Years May Come...

## Recepción de la crítica
Un escritor no especificado de la revista Cash Box declaró: “Sí, este es el mismo Peter Noone que llevó a Herman's Hermits al estrellato en la invasión británica de los años 60. Esta vez, en su segunda vuelta en su carrera en solitario, su propio barco debería entrar, esta vez gracias a este muy entretenido honky tonker británico, que recuerda ligeramente a su «Leaning on the Lamppost» con the Hermits. Pásalo muy bien, al estilo británico”.

## Lista de canciones
7-inch single – Casablanca NEB 0017
1. «Meet Me on the Corner Down at Joe's Cafe» – 2:58
2. «(Blame It) On the Pony Express» – 3:08

## Posicionamiento
| Gráfica (1974)                                        | Pico de posición |
| ----------------------------------------------------- | ---------------- |
| Canadá (RPM Pop Music Playlist)                       | 33               |
| Estados Unidos (Billboard Bubbling Under the Hot 100) | 102              |
| Estados Unidos (Billboard Easy Listening)             | 24               |